# Étienne Mayeuvre de Champvieux
Étienne Mayeuvre de Champvieux (11 janvier 1743, Lyon - 9 janvier 1812, Lyon), est un homme de politique français.

## Biographie
Il est le fils de Dominique Mayeuvre et Claudine Hélène Fayolle. Après des études au collège jésuite de Lyon, il fait des études de droit à Paris. Il est d'abord conseiller à la Cour des monnaies de Lyon. La réforme du chancelier Maupeou ayant créé en 1771 un Conseil supérieur à Lyon, il en devient conseiller, puis avocat général. Le 31 janvier 1774, il épouse Marie Jacqueline Rigod, fille d'un trésorier de France: son mariage est célébré à Lyon par Mgr Moreau, évêque de Mâcon. 
Après la suppression des Conseils supérieurs en 1774, il part en voyage en Italie. À son retour, il fonde une école de dessin dans l'Hôtel de ville de Lyon. Il s'occupe aussi de littérature.
En 1791, il est élu président du tribunal du district de la campagne de Lyon, puis, l'année suivante, procureur-général syndic du département du Rhône. Il prend part en 1793 à la défense de la ville sous le siège de Lyon.
Il est élu, le 24 vendémiaire au IV, député du Rhône au Conseil des Cinq-Cents. Il prend place parmi les modérés et les monarchistes, s'occupe principalement de questions financières, parle sur le projet de création d'une inspection des contributions, et demande l'ajournement des projets budgétaires de Gibert-Desmolières.
En l'an V, il s'oppose à la mise en état de siège de Lyon sous prétexte de mouvement royaliste, et réclame la formation d'une commission au cas où la mesure serait adoptée.
Membre du club de Clichy, il est condamné à la déportation au 18 fructidor, mais peut se cacher. Rallié au 18 brumaire, il devient juge au tribunal d'appel de Lyon, le 19 germinal au VIII.
Il est nommé en 1809 président du collège électoral de l'arrondissement de Lyon et président du Conseil général du Rhône en 1810. La même année, ses concitoyens le choisissent comme candidat au Sénat conservateur. Tombé malade à la même époque, il meurt deux ans plus tard.
Il est membre de l'Académie des sciences, belles-lettres et arts de Lyon.